# 김용집
김용집(金容集, 1963년 10월 30일 ~ )은 대한민국의 제7·8대 광주광역시의원이다.

## 학력
- 광주금북중학교
- 광주동신고등학교 졸업
- 전남대학교 행정학과 졸업
- 호남대학교 사회융합대학원 상담심리학과 졸업(문학 석사)

## 경력
- 광주지방검찰청 형사조정위원
- 전남매일신문 정치부 기자
- 민주당 광주광역시당 남구 지역위원회 청년위원장
- 광주시민사회단체총연합 공동대표
- 민주당 광주광역시당 조직국장, 정책실장
- 2014.07 ~ 2018.06 : 제7대 광주광역시의회 의원
  - 제7대 광주광역시의회 전반기 환경복지위원장
  - 제7대 광주광역시의회 후반기 교육문화위원회 위원
  - 제7대 광주광역시의회 후반기 예산결산특별위원회 위원
  - 제7대 광주광역시의회 후반기 윤리특별위원회 위원
  - 제7대 광주광역시의회 후반기 도시재생특별위원회 위원
  - 제7대 광주광역시의회 후반기 군공항이전특별위원회 위원
- 2018.07 ~ 2022.06 : 제8대 광주광역시의회 의원
  - 제8대 광주광역시의회 전반기 행정자치위원회 위원
  - 2020.07 ~ 2022.06 : 제8대 광주광역시의회 후반기 의장
- 2020.09 ~ 2022.06 : 제17대 전국시도의회의장협의회 전반기 정책위원

## 역대 선거 결과
|  | 8.27% |

|  | 9.99% |

|  | 62.05% |

|  | 71.34% |

|  | 81.28% |